# Större puckelsnurrsnäcka
Större puckelsnurrsnäcka (Gibbula cineraria) är en snäckart som först beskrevs av Carl von Linné 1758.  Större puckelsnurrsnäcka ingår i släktet Gibbula och familjen pärlemorsnäckor. Arten är reproducerande i Sverige. Inga underarter finns listade i Catalogue of Life.